# Heteracris littoralis
Heteracris littoralis är en insektsart som först beskrevs av Jules Pièrre Rambur 1838.  Heteracris littoralis ingår i släktet Heteracris och familjen gräshoppor. Inga underarter finns listade i Catalogue of Life.

## Bildgalleri

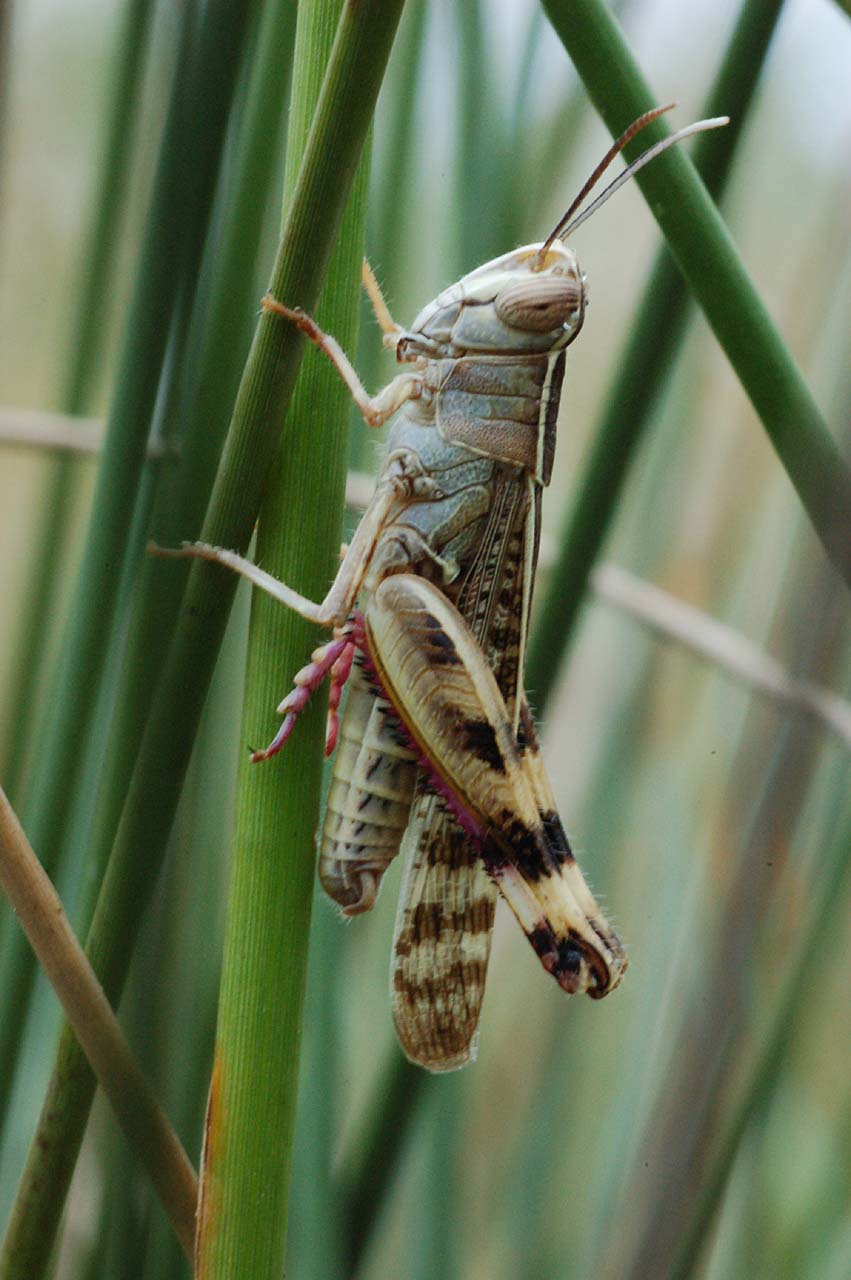